# Nicola Philippaerts
Nicola Philippaerts (né en 1993) est un cavalier belge de saut d'obstacles. Il est originaire de Genk, dans le Limbourg, en Belgique. Il est le fils de Ludo Philippaerts et le frère jumeau d'Olivier Philippaerts, également cavaliers de saut d'obstacles.

## Biographie
Il grandit dans une famille de cavaliers, son père ayant participé à quatre éditions des Jeux olympiques en saut d'obstacles. Après avoir essayé différents sports durant la petite enfance, il se met à l'équitation à l'âge de six ans.
En 2013, il vit en couple avec la cavalière de dressage espagnole Morgan Barbançon-Mestre.

## Palmarès
Il a participé aux épreuves équestres aux Jeux olympiques de la jeunesse d'été de 2010, terminant 23e individuellement mais remportant la médaille d'or dans l'épreuve par équipe,.
En 2011, il a terminé cinquième du Grand Prix international Longines d'Irlande au Dublin Horse Show. Il a remporté la médaille d'or à Comporta, au Portugal, au Championnat d'Europe de saut d'obstacles jeunes cavaliers, et la médaille d'argent au championnat de Belgique senior.
En 2012, il remporte le Grand Prix Longines au Falsterbo Horse Show,. Avec son père et son frère, ainsi que le médaillé d'or olympique Jos Lansink, il a terminé troisième à la Coupe des Nations FEI d'Italie en 2012 sur la Piazza di Siena.
Il est sacré champion de Belgique de saut d'obstacles en 2017 et en 2022.
Il termine à la 22e place individuelle des Jeux équestres mondiaux de 2018.
En avril 2024, il remporte le Grand Prix du CSI5* de Mexico avec sa jument Luna van’t Ruytershof.

## Controverse
Aux Jeux olympiques d'été de 2016, à Rio de Janeiro, il est disqualifié de la compétition pour usage excessif de ses éperons sur sa monture Zilverstar T. Il témoigne que l'étalon a effectué deux refus d'obstacle et qu'un de ses flancs a saigné à la suite de sa réaction de surprise avec les éperons, regrettant l'existence d'articles de presse qui le présentent comme brutal avec son cheval.